# Supercleandreammachine (album)
Supercleandreammachine is het tweede studioalbum van de Nederlandse muziekgroep Lady Lake. Het was een album na een stilte van bijna dertig jaar. De titel van het album is een verwijzing naar het radioprogramma Superclean Dreammachine van Ad Visser waarin (destijds) bijzondere popmuziek (ten opzichte van mainstream) te horen was. Het album is opgenomen in Weesp, maar er vonden ook aanvullende opnamen elders plaats, waaronder in de horecagelegenheid De Badcuyp te Amsterdam.
In het dankwoord worden drie leden van de Britse band Gentle Giant genoemd. De muziek op het album haalde het technische niveau van die band niet. De instrumentale muziek bevindt zich in de richting van de eerste albums van Camel. De opbouw van de eerste track met haar vele subtitels vertoont gelijkenis met die van nummers van Caravan uit de jaren 70.

## Musici
De band was behoorlijk uitgedund tot slechts drie man:
- Fred Rosenkamp – gitaar
- Leendert Korstanje  - toetsinstrumenten
- Jan Dubbe – slagwerk.

## Muziek
| Nr. | Titel                                  | subtitels: | Duur  |
| --- | -------------------------------------- | --- | ----- |
| 1.  | The untold want                        | 1.Children’s playground 2.Be Still! Mum’s the word 3.Grow up! For heavne’s sake 4.Mystery spot 5.The untold want 6.Seen from a train 7.Die Maienfelder Furgga 8.A coign of true felicity 9.I don’t mind if I do 10.Too far! Already bolder proggers were at the gate 11.Children’s playsong 12.Stumped | 14:05 |
| 2.  | Doo dah damage                         | | 7:17  |
| 3.  | Wet sounds                             | | 5:05  |
| 4.  | Ford Theatre                           | | 11:02 |
| 5.  | No one will ever know (Fare thee well) | | 6:05  |
| 6.  | The chief                              | | 5:50  |
| 7.  | Radio reminiscence                     | | 4:44  |
| 8.  | Children’s playground                  | | 0:36  |